# Nyílmintás rigótimália
A nyílmintás rigótimália (Turdoides jardineii) a madarak osztályának verébalakúak (Passeriformes) rendjébe és a Leiothrichidae családjába tartozó faj.

## Rendszerezése
A fajt Andrew Smith skót ornitológus írta le 1878-ban, a Crateropus nembe Crateropus jardineii néven.

## Alfajai
- Turdoides jardineii emini (Neumann, 1904)
- Turdoides jardineii hyposticta (Cabanis & Reichenow, 1877)
- Turdoides jardineii jardineii (A. Smith, 1836)
- Turdoides jardineii kirkii (Sharpe, 1876)
- Turdoides jardineii tamalakanei Meyer de Schauensee, 1932
- Turdoides jardineii tanganjicae (Reichenow, 1886)[2]

## Előfordulása
Afrikában, Angola, Botswana, Burundi, a Dél-afrikai Köztársaság, a Kongói Köztársaság, a Kongói Demokratikus Köztársaság, Gabon, Kenya, Malawi, Mozambik, Namíbia, Ruanda, Szváziföld, Tanzánia, Uganda, Zambia és Zimbabwe területén honos. 
Természetes élőhelyei a szubtrópusi vagy trópusi lombhullató erdők, szavannák és cserjések, valamint folyók és patakok környékén, valamint ültetvények. Állandó, nem vonuló faj.

## Megjelenése
Testhossza 22-25 centiméter, testtömege 56–85 gramm.
|  |

## Életmódja
Gerinctelenekkel táplálkozik.

## Természetvédelmi helyzete
Az elterjedési területe rendkívül nagy, egyedszáma pedig stabil. A Természetvédelmi Világszövetség Vörös listáján nem fenyegetett fajként szerepel.